# Lita Cabellut
Lita Cabellut, née le 24 octobre 1961 à Sariñena, est une peintre et artiste espagnole.
Elle travaille et réside à La Haye après avoir étudié à l'académie Gerrit Rietveld d'Amsterdam.

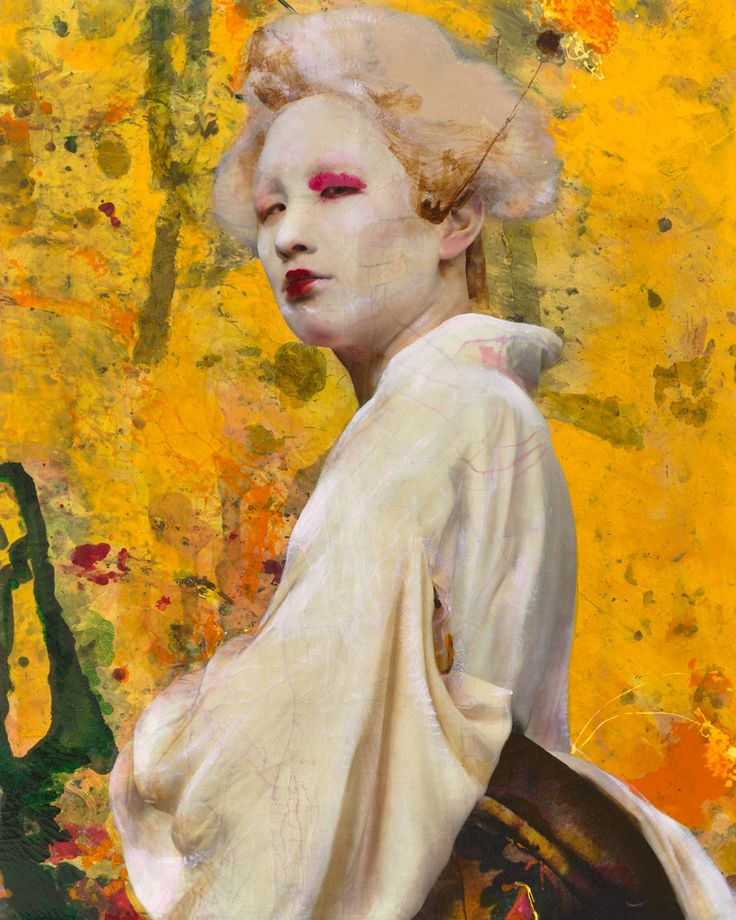
Dried Tear 52.
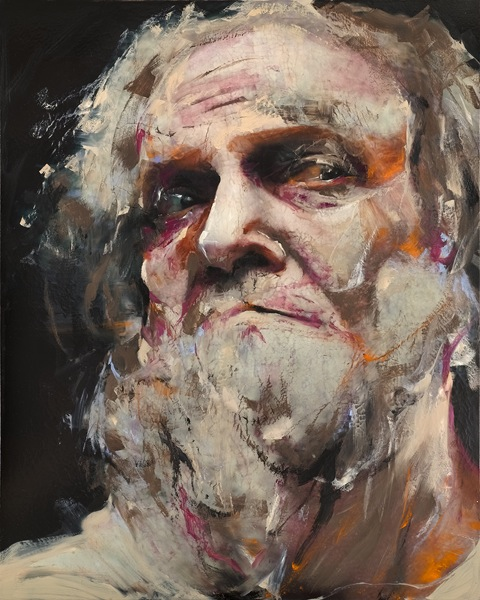
Don Quijote 08.
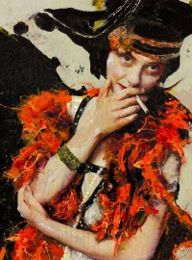
Coco nr. 47.
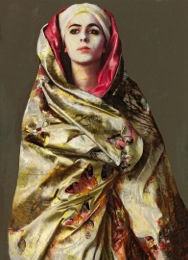
The secret behind the veil 02.